# Cumming (Iowa)
Cumming – miasto w Stanach Zjednoczonych, w stanie Iowa, w hrabstwie Warren.

## Demografia
Zgodnie ze spisem statystycznym z 2000, miasto liczyło 162 mieszkańców. W 2023 liczba mieszkańców wzrosła do 501 osób, a gęstość zaludnienia przekroczyła 91 osób/km². Na przestrzeni niespełna ćwierćwiecza zaludnienie Cumming zwiększyło się prawie 3,1-krotnie.